# Glasgow to Edinburgh via Falkirk Line
Glasgow to Edinburgh via Falkirk Line – główna linia kolejowa łącząca Glasgow i Edynburg przez Falkirk w Szkocji. Jest to główny szlak z czterech połączeń kolejowych pomiędzy dwoma największymi miastami Szkocji, po której kursują pociągi pomiędzy Glasgow Queen Street i Edynburg Waverley.